# Leviathan (rollspel)
Leviathan är ett svenskt rollspel som gavs ut 2014 på förlaget MylingSpel och är författat av Robert Jonsson. Leviathan delar kampanjvärld med rollspelet Bortom: Lögnens slöja.
Utgivningen av rollspelet finansierades genom gräsrotsfinansiering via FundedByMe.

## Spelvärlden
Leviathan utspelar sig på 2080-talet där mänskligheten har tagit sin tillflykt ned i haven. Mänskligheten drevs ned av Maharerna som hade en överlägsen teknologi. Maharerna var inte intresserade av att erövra världen, utan vill förinta den.
Mänskligheten skapade en gemensam organisation för att bekämpa Maharerna, GEMA men lyckades inte bekämpa Maharerna.
Efter fördrivningen från ytan har mänskligheten skapat sig ett samhälle under ytan där enorma megaföretag har tagit över det mesta av vardagen eftersom GEMA har fokuserat på att skydda den säkerhetszon de har skapat mot ytan. Flera megapoler har skapats under ytan.  

## Regler
Regelsystemet i Leviathan är en vidareutveckling av reglerna från Bortom: Lögnens slöja och är T6-baserat. Alla karaktärer har tre egenskaper som vid prövningar kombineras med en färdighet och en (eller två) T6 för att komma över en svårighetsgrad.

## Utgivna produkter
Följande produkter är utgivna till rollspelet Leviathan. 

### Kartpaketet
Ett spelhjälpmedel utgiven 2014 med världskartan över Leviathans värld. 

### Konfliktskortlek
Ett spelhjälpmede utgiven 2014 för att spela ut konflikter i Leviathan, består av 56 plasttäckta kort för upp till fyra spelare. 

### Polaris: Smugglarnas stad
En kampanj- och äventyrsmodul som beskriver den en gång i tiden största megapolen i Leviathans värld. Polaris är idag mest känd som den stora smugglarstaden, platsen dit man beger sig för snabba (och inte alltid helt lagliga) affärer. Polaris gavs ut av MylingSpel 2016.

### Skuggstaten
En äventyrsmodul som utspelar sig under 2050-talet och binder ihop spelen Bortom: Lögnens slöja och Leviathan. Skuggstaten gavs ut 2015. . 

### Svart svan: Det Mahariska kriget
En äventyrs- och kampanjmodul som innehåller nya regler för bland annat regler hur skepp kan användas som bas, skepps- och flottstrider, beskrivning av megapolen Golgata. Modulen innehåller även det episka äventyret Det Mahariska Kriget som fokuserar på händelserna som präglar Leviathans mörka världsbild. Svart svan gavs ut 2018. . 

### Under ytan: Volym I
En äventyrsmodul som gavs ut 2017 och samlar de två äventyren Bathofobi och Fångar i djupet.

### Villovägar
En äventyrsbok som handlar om en skeppsbesättning som tvingas ta sig an olika uppdrag i Leviathans värld. Äventyret levereras med färdigskapade karaktärer som kan användas. Villovägar är endast utgiven i digital form (PDF) och gavs ut 2015. 